# Mihnea Gheorghiu
Mihnea Gheorghiu (n. 5 mai 1919, București, România – d. 1 decembrie 2011) a fost un poet, prozator, dramaturg, eseist, cineast și traducător român asociat la început cu (neo)avangardismul. A fost ales în 1996 membru titular al Academiei Române.

## Studii
Este fiul anticarului Dumitru Gheorghiu și al soției sale, învățătoarea Alexandrina. A urmat școala primară „Madona Dudu” și liceul „Frații Buzești” din Craiova, apoi a urmat studii de litere și filozofie la Universitatea din București, iar în 1947 și-a dat doctoratul. A continuat specializarea în Franța, Italia, Marea Britanie și SUA. În anul 1964, Mihnea Gheorghiu a devenit doctor docent.

## Activitate profesională
Mihnea Gheorghiu a debutat ca scriitor în anul 1937, cu o suită de poeme reunite în volumele Anna-Mad și Ultimul peisaj al orașului cenușiu, urmate de volumele Balade, Ultimul peisaj, Întâmplări din Marea Răscoală. Atras de personalitatea domnitorului cărturar Dimitrie Cantemir, Mihnea Gheorghiu i-a dedicat două romane cu caracter eseistic – Două ambasade, reluat sub titlul A venit un om din răsărit. Au urmat romanul Enigma din strada presei și volumul de povestiri Cele două roze după piesele lui William Shakespeare. Între 1944 și 1946 a fost redactor-șef al ziarului „Scânteia tineretului”. Începând cu 1948-1949, abordează proletcultismul.
Fondează în 1961 revista „Secolul 20”, al cărei redactor-șef rămâne până în 1963.
Ca dramaturg, Mihnea Gheorghiu a scris mai multe drame istorice prezentate pe scenele din România și din străinătate, printre acestea numărându-se Tudor din Vladimiri, Istorii dramatice, Zodia taurului, Patetica ’77, cărora li se adaugă scenariile de filme pentru Porto-Franco, Tudor (1963), Zodia Fecioarei (1967), Pădurea pierdută, Cantemir, Hyperion, Tănase Scatiu, Burebista (1980).
Cu același spirit erudit și subtil, el a scris studii și eseuri de critică și istorie a culturii adunate în volumele Modalitatea conformistă a artei, Orientări în literatura străină, Scene din viața lui Shakespeare, Scrisori din imediata apropiere. A fost deosebit de apreciat ca traducător, printre alții, ai lui Gabriel Garcia Marquez și William Shakespeare.

## Premii
Ca recunoaștere a valorii operei sale, Mihnea Gheorghiu a fost ales membru în numeroase instituții de prestigiu din țară și din străinătate, printre acestea numărându-se Uniunea Scriitorilor din România, Uniunea Cineaștilor din România (UCIN), Academia de Istorie din Caracas, Asociația internațională Shakespeare, Academia de Științe din New York.
Pentru opera sa, Mihnea Gheorghiu a fost distins cu mai multe înalte distincții culturale, printre care premiul „Ion Luca Caragiale” al Academiei Române, al Uniunii Cineaștilor, premii speciale ale festivalurilor de film de la Barcelona, Buenos Aires și Cork, premiul special „Crucea Sudului” la Mar del Plata și premiul „Erasmus”. De asemenea, a fost distins cu titlu de doctor honoris causa al mai multor instituții de învățământ superior. A fost decorat cu „Meritul Cultural” clasa I, Ordinul „Apărarea Patriei”, Ordinul „Pentru Merit”, Ordinul Literelor și Artelor (Franța), Ordinul pentru Merit (Germania), Ordinul Republicii Italiene, Italian Order of Merit, Order of Orange-Nassau (Olanda). Orașul New Orleans i-a decernat titlul de cetățean de onoare.
„Prin întreaga sa operă și activitate, academicianul Mihnea Gheorghiu rămâne în memoria noastră ca un reper al vieții culturale din țara noastră, ale cărui contribuții se înscriu în istoria culturii românești contemporane”, se arată în comunicatul Academiei Române.
Este tatăl adoptiv al Manuelei Gheorghiu, critic de film și profesor universitar la UNATC. Mihnea Gheorghiu a încetat din viață la 92 de ani pe data de 11 decembrie 2011.

## Distincții
- Ordinul „23 August” clasa a III-a (10 august 1964) „pentru merite deosebite în opera de construire a socialismului, cu prilejul celei de a XX-a aniversări a eliberării patriei”[4]
- Ordinul „Tudor Vladimirescu” clasa a III-a (30 aprilie 1966) „cu prilejul celei de-a 45-a aniversări de la înființarea Partidului Partidului Comunist din România, pentru merite deosebite în opera de construire a socialismului”[5]
- Ordinul „Meritul Cultural” clasa I (4 mai 1971) „cu prilejul aniversării a 50 de ani de la constituirea Partidului Comunist Român, [...] pentru merite deosebite în opera de construire a socialismului”[6]
- Ordinul „Apărarea Patriei” clasa I (21 august 1979) „pentru contribuția deosebită adusă la înfăptuirea politicii Partidului Comunist Român de făurire a societății socialiste multilateral dezvoltate în patria noastră, cu prilejul celei de-a 35-a aniversări a revoluției de eliberare socială și națională, antifascistă și antiimperialistă”[7]

## Beletristică
- Anna-Mad, București, 1942;
- Ultimul peisaj al orașului cenusiu: poem-reportaj, București, 1946;
- Culisele diplomației americane și legea Taft-Hartley, București, Editura Cartea Românească, 1948;
- Modalitatea conformist a dramei. Orientări în teatrul contemporan. București, 1948;
- Primăvara în Valea Jiului. Două poeme. București, 1949;
- Întâmplări din marea răscoală. București, 1953;
- Antologia poeziei sovietice, resp. Vladimir Colin ; Mihu Dragomir, Mihnea Gheorghiu, Al. Philippide și Petre Solomon. București, Cartea Rusă, 1955;
- Tudor din Vladimiri: evocare dramatică în cinci acte (șase tablouri). București, 1955;
- Ucenicia cărturarului. București, 1955;
- Walt Whitman, București, 1955;
- Balade, București, 1956;
- Două ambasade. București, 1958 (include, ca partea I, ed. II a romanului Ucenicia cărturarului; ed. II, A venit un om din Răsărit. 1969);
- Orientări în literatura străină: Byron, Cervantes, Cooper, Dickens, Dreiser, Fielding, Lorca, Miller, O'Neill, Poe, Sagan, Shaw, Shakespeare, Swift, Twain, Whitman, București, 1958;
- Scene din viața lui Shakespeare, pref. de F. Hardy, postfață de O. Trilling, București, 1958 (ed. II, pref. de A. Anikst, 1960; ed. III, cuvânt înainte de T. Vianu. 1964; ed. noua. 1968); versiunea în limba spaniolă - Escenas de la Vida de Shakespeare - apărută la Editura: Nacional, 1971;
- Dionysos: eseuri lirice, București, 1969;
- Scrisori din imediata apropiere. București, 1971;
- Scene din viața publică, Craiova, 1972;
- Zodia Taurului, reportaj dramatic în trei părți, București, 1972;
- Ultimul peisaj, retrospectiva poetică, Craiova, 1974;
- Unul din doi: 1601 - Capul, 1821 - Zodia Taurului, București, 1975;
- Istorii dramatice. București, 1977;
- Antologia poeziei americane, alc. de Ion Caraion ; tălmăciri de: Ion Caraion, Vasile Nicolescu, Mihnea Gheorghiu ... ; note bio-bibliografice de Petre Solomon. București, Univers, 1979;
- 5 lumi ca spectacol (Teatru comentat), București, 1980;
- Flori de tutun. București. 1984;
- Enigma din Strada Presei, București, Editura Cartea Românească, 1988;
- Mușchetarul lui Cantemir, București, Editura Albatros, 1990
- Cele două roze - povestiri după W. Shakespeare, București, Editura Prietenii cărtii, 1994;
- Fierul și Aurul, Burebista - scenariu cinematografic, Editura: Intact, Colecția: Centenarul cinematografului românesc, 1999.

## Traduceri
- L. Ilobson, Pe cuvânt de onoare, roman, București, 1948;
- St. Heym, Cruciații, roman, București, 1949;
- W. Whitman. Fire de iarbă. Bucuresti, 1950;
- Ch. Dickens, Note din America, București, 1953;
- T. Pecernicova, Povestire despre un prieten mai mare, traducere cu Ecat. Antonescu; București, 1953;
- Katharine Prichard, Țara aurului, București, 1955;
- W. Shakespeare, Opere, II (Richard al ll-lea). București, 1955;
- Ben Jonson, Volpone sau Vulpea, București, 1955;
- Arthur Miller, Vrăjitoarele din Salem: piesa în 4 acte, Editura de Stat pentru Literatură și Artă, 1956; (traducere de Alf Adania)
- W. Whitman. Opere alese. București, 1956;
- W. Shakespeare, Opere. III (Cei doi tineri din Verona), București, 1957: W. Whitman, Fire de iarbă, poeme. București, 1958;
- R. Burns, Poezii. București, 1960;
- W. Whitman. Poeme, București, 1960;
- J. F. Cooper, Ultimul mohican, București, 1965 (ed. II, 1985);
- Ch. Dickens, Martin Chuzzlewit, III, roman, București, 1965;
- R. Kipling, Cartea Junglei, I-II, București, 1966;
- Harriet Beecher-Stowe, Coliba unchiului Tom, București, 1969;
- G. Garcia Marquez, Un veac de singurătate, în colab., București, 1971;
- W. Shakespeare, Regele Lear, Iași, 1971;
- Teatru american. 300 de ani în trei piese de teatru. Cluj, 1973;
- W. Whitman, Cântec despre mine. Bucuresti, 1973 (ed. II, 1976);
- Tennessee Williams, Teatru, București, 1978;
- W. Shakespeare, Comedii (A douăsprezecea noapte. Comedia erorilor). București, 1981;
- W. Shakespeare, Opere complete, VII, București, 1988.

## Filmografie

### Scenarist
- 1961: Porto-Franco de Paul Călinescu după romanul scriitorului român Jean Bart
- 1963: Tudor de Lucian Bratu
- 1967: Zodia Fecioarei de Manole Marcus
- 1972: Pădurea pierdută de Andrei Blaier
- 1975: Hyperion de Mircea Veroiu
- 1975: Cantemir de Gheorghe Vitanidis
- 1975: Mușchetarul român de Gheorghe Vitanidis
- 1976: Tănase Scatiu de Dan Pița după romanul lui Duiliu Zamfirescu
- 1980: Burebista de Gheorghe Vitanidis